# 宇宙から 〜CRY FOR HELP!〜
「宇宙から 〜CRY FOR HELP!〜」（そらから クライ・フォー・ヘルプ）は、時東ぁみと出てる人のサウンドトラック・シングル。2006年7月12日にグッドファクトリーレコードから発売された。

## 概要
- 「時東ぁみと出てる人」名義で発売されたものであり、時東ぁみのシングルにはカウントされていない。本人座長公演『CRY FOR HELP!〜宇宙ステーション近くの売店にて〜』のテーマソングに起用された。中上雅巳、仁田宏和、秋山ゆりか、橋本愛奈などがレコーディングに参加している。
- カップリング曲「サファイア」は、時東ぁみのソロ曲である。
- 本曲に関して、つんく♂は次のように語っている。

| 「                                                           | 舞台のエンディングをイメージして作りました。 宇宙(そら)からでも、心の中の愛は届くし、その形は変わらない。 要するに、どんなに離れていても時間が流れても、 「心の中でイメージしたもの」は、変わりようがないということです。 あれ？ちょっと難しいですね。 ま、舞台自体はとても面白いし、感動的だし、でも気さくだし、 何と言っても時東のすばらしい笑顔が見れるし、 本気で楽しみにしてもらってよいと思います。 そんな微笑ましい舞台にぴったりの元気なLOVEソング。 | 」 |
| —つんく♂（Produce Work/つんく♂オフィシャルウェブサイトより） | |    |

## 収録曲
| 全作詞・作曲: つんく♂。 |                                              |           |            |                |                    |      |
| #                       | タイトル                                     | 作詞      | 作曲・編曲 | 編曲           | 歌                 | 時間 |
| 1.                      | 「宇宙から 〜CRY FOR HELP!〜」               | つんく♂   | つんく♂    | 湯浅公一       | 時東ぁみと出てる人 | 3:17 |
| 2.                      | 「サファイア」                               | つんく♂   | つんく♂    | 鈴木Daichi秀行 | 時東ぁみ           | 4:14 |
| 3.                      | 「宇宙から 〜CRY FOR HELP!〜」(Instrumental) | つんく♂   | つんく♂    |                |                    | 3:17 |
| 4.                      | 「サファイア」(Instrumental)                 | つんく♂   | つんく♂    |                |                    | 4:14 |
| 合計時間:               | 合計時間:                                    | 合計時間: | 合計時間:  | 15:02          |                    |      |